# James Michael
James Andrew Michael (26 de septiembre de 1968) es un productor, compositor, ingeniero, mezclador, vocalista y músico estadounidense. Actualmente es el vocalista de la banda de hard rock Sixx:A.M..

## Primeros años
El nombre real de Michael era James Michel, pero cambió la ortografía de su apellido por el de Michael para que la gente no lo pronunciara mal. Tomó clases de piano durante su infancia y cantó en el coro de la escuela Holland High School. En su adolescencia tocó en diferentes bandas de rock locales, incluyendo The Way We Dress y Night Shift. A finales de los años 80, se mudó a Los Ángeles.

## Carrera
James Michael ha trabajado como productor musical, compositor y/o ingeniero/mezclador con muchos artistas incluyendo: Alanis Morissette, Meat Loaf, Mötley Crüe, Scorpions, Hilary Duff, The Rasmus, Papa Roach, Trapt, American Bang, Saliva, The Exies, Deana Carter, Sammy Hagar, Lillix, Sarah Kelly, Taylor Momsen, Halestorm, Jack's Mannequin, Brides of Destruction y Marion Raven.
Es un miembro de la banda Sixx:A.M. junto con sus compañeros Nikki Sixx (bajista de Mötley Crüe) y DJ Ashba (guitarrista de Guns N' Roses). Michael es el vocalista principal, compositor, coescritor, coproductor, mezclador y multinstrumentista en el álbum The Heroin Diaries Soundtrack. Llevó a cabo su primer álbum en solitario en 2000 titulado Inhale. Michael escribió y mezcló el álbum y, a menudo toca todos los instrumentos, con la excepción de unos pocos artistas invitados. Lanzó la canción «Los Angeloser» el 7 de mayo de 2009 en MySpace.
Michael dio la canción «Los Angeloser» a Meat Loaf, que fue lanzada en el álbum de Meat Loaf Hang Cool Teddy Bear. Michael cantó los coros en la canción.
En 2011, James Michael está a todo vapor con nuevos proyectos: trabajó en la producción y mezcla del nuevo álbum de Sixx:A.M. que ya está terminado y será lanzado el 3 de mayo de 2011, trabajo como coproductor y mezclador en el nuevo álbum de Hammerfall que ya está terminado y será lanzado el 20 de mayo de 2011 en Europa. No hay fecha de lanzamiento en los EE. UU., sin embargo, también ha escrito canciones para el álbum debut de Madam Adam titulado Roadrunner, está escribiendo con Halestorm para su nuevo álbum, está trabajando con Papa Roach en una nueva canción y mucho más. (www.jamesmichael.net)

## Discografía parcial
- Solista - Inhale (2000)
- Mötley Crüe - New Tattoo (2000)
- Meat Loaf - Couldn't Have Said It Better (2003)
- Alanis Morissette - The Collection (2005)
- Lillix - Inside The Hollow (2005)
- Meat Loaf - Bat out of Hell III: The Monster Is Loose (2006)
- The Exies - A Modern Way of Living with the Truth (2007)
- Marion Raven - Set Me Free (2007)
- Sixx:A.M. - The Heroin Diaries Soundtrack (2007)
- Scorpions - Humanity: Hour I (2007)
- Sixx:A.M. - Live Is Beautiful (2008)
- Mötley Crüe - Saints of Los Angeles (2008)
- Papa Roach - 'Metamorphosis (2009)
- Meat Loaf - Hang Cool Teddy Bear (2010)
- Sixx:A.M. - This Is Gonna Hurt (2011)
- HammerFall - Infected (2011)